# Yul Moldauer
Yul Moldauer (né le 26 août 1996 à Séoul, en Corée du Sud) est un gymnaste américain.
Il remporte le concours général national en 2017. Il obtient également la médaille de bronze au sol lors des championnats du monde à Montréal en 2017.